# کندال راین
کندال راین (انگلیسی: Kendall Rhine؛ زاده ۱۳ فوریهٔ ۱۹۴۳ ‏(۸۲ سال)) یک بازیکن بسکتبال اهل ایالات متحده آمریکا است.